# 白睿文
白睿文（英語：Michael Berry，1974年—），美國的中國當代文學翻譯家和文化研究者。生於芝加哥，哥伦比亚大学现代中国文学与电影博士。現任教於洛杉磯加利福尼亞大學。

## 主要著作
- 《光影言語：當代華語片導演訪談錄》
- 《鄉關何處：賈樟柯的故鄉三部曲》
- 《煮海時光：侯孝賢的光影記憶》
- 《痛史：現代華語文學與電影的歷史創傷》

## 譯作
- 王安忆《长恨歌》（The Song of Everlasting Sorrow: A Novel of Shanghai）
- 余华《活着》（To Live: A Novel）
- 叶兆言《一九三七年的爱情》（Nanjing 1937: A Love Story）
- 张大春《我妹妹》、《野孩子》（Wild Kids）
- 舞鶴《餘生》（Remains of Life: A Novel）
- 方方《武漢日記》（Wuhan Diary: Dispatches from a Quarantined City）

## 外部連結
- 洛杉磯加州大學亞洲語文學系個人頁面 （页面存档备份，存于）
- 白睿文的X（前Twitter）
- 白睿文的新浪微博
- 豆瓣-白睿文的小站 （页面存档备份，存于）
- 白睿文在互联网电影资料库（IMDb）上的資料（英文）